# Montlivault
Montlivault là một commune thuộc tỉnh Loir-et-Cher trong vùng Centre-Val de Loire miền trung nước Pháp.